# خانه‌ی ماهرخ
خانه ماهرخ فیلمی به کارگردانی شهرام ابراهیمی و تهیه‌کنندگی محمدرضا محمدی و شهاب حسینی محصول سال ۱۳۹۹ است. این فیلم در سی و نهمین دوره جشنواره فیلم فجر حضور داشت. شهاب حسینی علاوه بر تهیه کنندگی مشترک، مشاور کارگردان این فیلم است. این فیلم موفق به کسب تایگای طلایی جایزه اصلی جشنواره بین‌المللی فیلم «روح آتش» روسیه شد.

## خلاصه داستان
ماهرخ که مشغول بازی در اولین فیلمش است، وارد خانه می‌شود و توسط همسرش کیوان و دوستان مشترکشان، به مناسبت تولدش غافلگیر می‌شود. کیوان همین که شمع روی کیک تولد او را با فندک روشن می‌کند، صورت ماهرخ آتش می‌گیرد. در این فاصله کیوان به اتهام به آتش کشیدن ماهرخ، دادگاهی می‌شود و به مرور پرده از حقایق برداشته می‌شود.

## بازیگران
- امیررضا دلاوری
- آتنه فقیه‌نصیری در نقش ماهرخ
- رحمان باقریان
- مهری آل‌آقا
- محمد قوام
- نسیم کیانی
- اشکان دلاوری
- عرفان حیدری
- الهام نامی
- رضا نجفی
- مهدی بجستانی
- علی عطایی هور
- رضا نیلی
- جمال فوادیان
- مهرو تفرشی
- رامین سامانی
- میثم کزازی
- سوده ازقندی
- سرور امیری
- فربد حیدری